# Саул Њигез
Саул Њигез Есклапез (шп. Saúl Ñíguez Esclápez; Елче, 21. новембар 1994) професионални је шпански фудбалер који игра у средини терена на позицији централног везног играча. Наступа за Севиљу као позајмљени играч Атлетико Мадрида, а био је и  репрезентативац Шпаније.

## Клупска каријера
Иако рођен у Елчеу, у Валенсијанској Заједници, Саул се још као тринаестогодишњи дечак преселио у Мадрид где је похађао Реалову фудбалску школу. Године 2008. прешао је у ривалски Атлетико за чији резервни састав дебитује током сезоне 2010/11. у шпанској трећој лиги. Цело лето 2011. провео је тренирајући са првим тимом Атлетика, са којим је одиграо и неколико припремних утакмица.
За сениорски састав Атлетика дебитовао је 8. марта 2012. као седамнаестогодишњак, одигравши последњих шест минута у утакмици Лиге УЕФА против турског Бешикташа. Први меч у шпанској Примери одиграо је 21. априла 2013. против Севиље. У међувремену је паралелно играо и за резервни састав који се тада такмичио у Сегунди (другој лиги).
У јулу 2013. одлази на једногодишњу позајмицу у екипу Рајо Ваљекана у чијем дресу је по први пут одиграо комплетну сезону у шпанској елитној лиги. По повратку у Атлетико, на почетку сезоне 2014/15. одиграо је обе утакмице Суперкупа против Реала. У наредном периоду Њигез постаје стандардним првотимцем Атлетика.
У јулу 2017. потписао је нови деветогодишњи уговор са Атлетиком, а његова вредност као играча у том моменту је процењена на 70 милиона евра.

## Репрезентативна каријера
Саул је играо за све млађе репрезентативне селекције Шпаније, а са У19 репрезентацијом освојио је титулу првака Европе 2012. године. Са пет голова био је најбољи стрелац европског првенства за играче до 21 године старости играног у Пољској 2017. године.
За сениорску репрезентацију Шпаније дебитовао је 1. септембра 2016. у пријатељској утакмици са селекцијом Белгије.
Селектор Хулен Лопетеги уврстио га је на списак репрезентативаца Шпаније за Светско првенство 2018. у Русији.

## Успеси и признања
Атлетико Мадрид
- Првенство Шпаније (1): 2020/21.
- Куп Краља (1): 2012/13.
- Суперкуп Шпаније (1): 2014.
- УЕФА лига Европе (2): 2011/12, 2017/18.
- УЕФА суперкуп (1): 2018.
- УЕФА лига шампиона: финалиста 2015/16.

 Челси
- Светско клупско првенство (1): 2021.

 Шпанија
- Европско првенство У19:  2012.
- Европско првенство У21:   2017.